# Дьёз
Дьёз (фр. Dieuze) — коммуна во французском департаменте Мозель региона Лотарингия. Центр одноимённого кантона, крупнейший город округа Шато-Сален.

## Географическое положение
Дьёз расположен в 55 км к юго-востоку от Меца. Этот крупнейший город округа Шато-Сален находится на территории естественного региона Сольнуа рядом с Региональным природным парком Лотарингии.
Соседние коммуны: Гебестроф и Вергавиль на севере, Лендр-От на востоке, Лендр-Бас и Таркемполь на юго-востоке, Гебланж-ле-Дьёз на юге, Бланш-Эглиз и Мюльсе на юго-западе, Валь-де-Брид на северо-западе.

## История

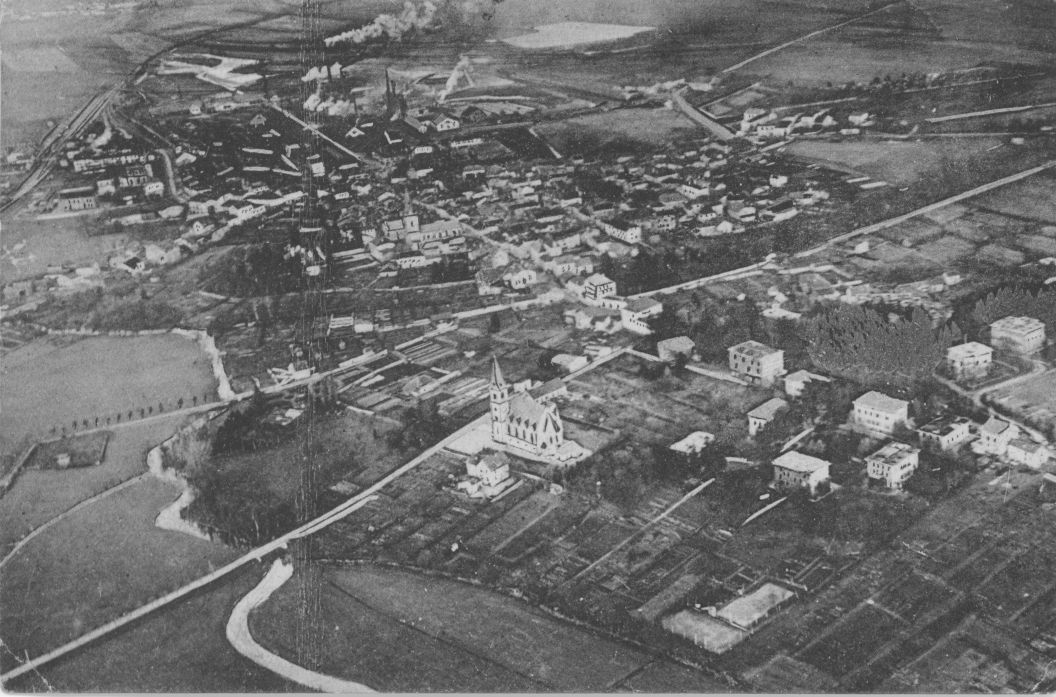
Дьёз в начале XX века. Вид с высоты птичьего полёта (почтовая карточка).

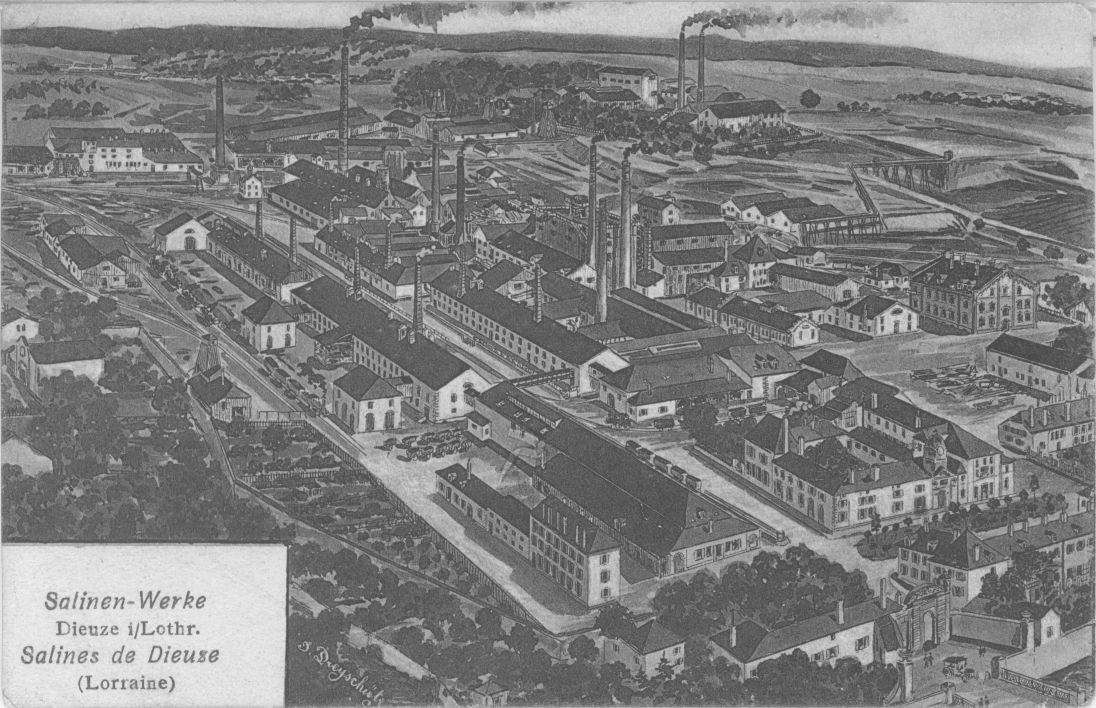
Дьёз в начале XX века. Предприятие по добыче соли (почтовая карточка).

- История Дьёза начинается с античных времён. Ещё в галло-романский период местные солевые источники использовались для добычи соли. В то время местная древнеримская вилла Duosa Villa процветала за счёт этого. Это, в конце концов, привлекло зависть герцогов Лотарингии. Документально добыча соли в Дьёзе закреплена с начала XII века. Город был зависим от шапитра Сент-Мадлен-де-Верден и герцогов Лотарингии.
- Население города было истреблено во время Тридцатилетней войны. В 1642 году король Франции захватил город, а в 1657 году его безуспешно пытались захватить испанцы. По договорённостям 1659, 1661 и 1697 годов полностью отошёл к герцогам Лотарингии.
- Сразу после французской революции с 1790 по 1795 годы Дьёз был центром района (аналог современного округа), который включал 5 соседних кантонов. Город процветал благодаря солевым предприятиям. Сюда приезжал Наполеон, а позже в 1857 году император Наполеон III.
- В 1871 году Дьёз по франкфуртскому договору отошёл к Германской империи в землю Эльзас-Лотарингия. Жители Дьёза, призванные в императорскую армию, воевали на германской стороне вплоть до 1918 года, хотя небольшая часть молодёжи перешла на сторону Франции ещё в 1914 году. В 1918 году после поражения Германии в Первой мировой войне вновь вошёл в состав Франции и в 1919 году бывший город департамента Мёрт вошёл в департамент Мозель.
- В 1924 году город был награждён французской военной наградой — крестом войны 1914—1918 годов.
- Во время Второй мировой войны Дьёз был вновь аннексирован нацистской Германией. В конце войны в ходе битвы под Мецем город подвергся сильной бомбардировке американской армией и существенно пострадал. Был освобождён 17 ноября 1944 года. В 1948 году Дьёз был удостоен французской военной награды — крестом войны 1939—1945 годов.
- С 1963 года здесь дислоцирован 13-й драгунский парашютный полк.

## Демография
По переписи 2008 года в коммуне проживало 3782 человека.

## Достопримечательности
- Остатки древнеримской усадьбы.
- Военное кладбище времён Второй мировой войны. Здесь похоронены солдаты 1-й польской дивизии гренадеров, погибшие в июне 1940 года.

## Известные уроженцы
- Графы де Фикельмон, в том числе:

- Карл-Людвиг фон Фикельмон (фр. Charles-Louis de Ficquelmont; 1777—1857) — граф французского происхождения, генерал австрийской службы, дипломат, государственный деятель.

- Вольфганг Мускулюс (фр. Wolfgang Musculus; 1497—1563) — протестантский теолог периода Реформации.
- Шарль Эрмит (фр. Charles Hermite; 1822—1901) — французский математик.
- Гюстав Шарпантье (фр. Gustave Charpentier; 1822—1901) — французский композитор.
- Эмиль Фриан (фр. Émile Friant; 1822—1901) — французский художник-реалист.
- Эдмон Абу (фр. Edmond About; 1828—1885) — французский беллетрист и публицист.
- Артур Арну (фр. Arthur Arnould; 1833—1895) — французский революционер, писатель и журналист.
- Люсьен Розе (фр. Lucien Rouzet; 1886—1948) — французский физик и изобретатель.
- Рихард фон Ботмер (нем. Richard von Bothmer; 1890—1945) — германский генерал, участник Второй мировой войны, последний нацистский комендант Бонна.